# Nyctemera ovada
Nyctemera ovada là một loài bướm đêm thuộc phân họ Arctiinae, họ Erebidae.